# جيم إل. مورا
جيم إل. مورا (بالإنجليزية: Jim L. Mora)‏ هو صحفي ومدرب رياضي أمريكي، ولد في 19 نوفمبر 1961 في لوس أنجلوس في الولايات المتحدة.

## وصلات خارجية
- جيم إل. مورا على موقع IMDb (الإنجليزية)
- جيم إل. مورا على موقع إن إن دي بي (الإنجليزية)